# Judy Irola
Judy Irola, celým jménem Judith Carol Irola, (23. listopadu 1943 – 21. února 2021) byla americká kameramanka, dokumentaristka a vysokoškolská učitelka.

## Život
Narodila se ve Fresnu v Kalifornii, kam její prarodiče přišli v roce 1917 z Baskicka. V roce 1965 vstoupila do Mírových sborů a následně strávila dva roky (1966–1968) v Nigeru. O této zkušenosti natočila v roce 2010 dokumentární film Niger ’66: A Peace Corps Diary. Po návratu do USA pracovala jako sekretářka pro televizní stanici KQED-TV a brzy začala natáčet reportáže a dokumentární filmy (zpočátku jako asistentka, později kameramanka).
V roce 1972 stála spolu se šesti dalšími (mj. Robem Nilssonem, Johnem Hansonem a Stephenem Lighthillem) u zrodu filmového kolektivu Cine Manifest. Koncem sedmdesátých let natočila s Nilssonem a Hansonem dokumentární film Northern Lights (a rovněž dva filmy z tzv. Prérijní trilogie – Rebel Earth a Survivor). Northern Lights byl jejím prvním celovečerním filmem; později natočila řadu dalších, jak pro kino, tak pro televizi. V roce 2006 o kolektivu natočila dokumentární film Cine Manifest.
V letech 1992 až 2018 přednášela na Škole filmových umění na Univerzitě Jižní Kalifornie. Za svou práci na filmu An Ambush of Ghosts získala kameramanskou cenu na Filmovém festivalu Sundance. Roku 1997 obdržela cenu Kodak Vision. V roce 2014 získala cenu Nata Tiffena na Emerging Cinematographer Awards.
Zemřela v Los Angeles na komplikace spojené s onemocněním covid-19 ve věku 77 let.

## Filmografie
- Self-Health (1974)
- The Yellow Wallpaper (1977)
- Northern Lights (1978)
- A Bird for All Seasons (1979)
- The Wobblies (1979)
- A Plague on Our Children (1979)
- Free Voice of Labor: The Jewish Anarchists (1980)
- Survivor (1980)
- Rebel Earth (1980)
- The Willmar 8 (1981)
- Fundi: The Story of Ella Baker (1981)
- Computers, Spies, and Private Lives (1981)
- Seguin (1982)
- Artists at Work (1982)
- In the King of Prussia (1982)
- The Business of America… (1984)
- Dead End Kids (1986)
- Working Girls (1986)
- Jeg elsker dig (1987)
- Freud Under Analysis (1987)
- King James Version (1988)
- Calling the Shots (1988)
- Wilfrid's Special Christmas (1989)
- Lies of the Heart (1991)
- An Ambush of Ghosts (1993)
- Gregory K (1993)
- Grandfather Sky (1993)
- Ava's Magical Adventure (1994)
- In der glanzvollen Welt des Hotel Adlon (1996)
- Eat Your Heart Out (1997)
- The Faithful Revoluton: Vatican II (1998)
- The Settlement (1999)
- The Gold Cup (2000)
- Eban and Charley (2000)
- R3 (2003)
- Cinematographer Style (2006)
- Cine Manifest (2006)
- Niger '66: A Peace Corps Diary (2010)
- The Sheepherder's Daughters (2014)